# Alex Thomson (directeur de la photographie)
Pour les articles homonymes, voir Alex Thomson (homonymie) et Thomson.
Alexander « Alex » Thomson, né le 12 janvier 1929 à Londres (Angleterre), mort le 14 juin 2007 à Chertsey (Surrey, Angleterre), est un directeur de la photographie anglais.
Membre de la BSC, il en est le président de 1980 à 1982.

## Biographie
Alex Thomson débute au cinéma sur deux films britanniques sortis en 1947, l'un comme clapman, l'autre comme deuxième assistant opérateur. Il exerce cette dernière fonction notamment sur Moulin rouge (1952) de John Huston et sur Richard III (1955) de Laurence Olivier. Puis il est premier assistant opérateur sur deux films sortis en 1957 et 1960, avant d'être cadreur sur dix-neuf films, de 1961 à 1967, dont plusieurs où il assiste le chef opérateur Nicolas Roeg — ex. : Le Forum en folie de Richard Lester et Fahrenheit 451 de François Truffaut (son unique film britannique), tous deux sortis en 1966 —.
Alex Thomson devient lui-même chef opérateur à l'occasion d’Ervinka (en), film israélien d'Ephraim Kishon (avec Chaim Topol dans le rôle-titre), sorti en 1967. À ce titre, son nom figure au générique de quarante-neuf films en tout, les deux derniers — des courts métrages — sortis respectivement en 2003 et 2004. Outre des films britanniques, majoritaires, il contribue aussi à des films américains (ex. : L'Année du dragon de Michael Cimino en 1985, avec Mickey Rourke), voire à des coproductions (ex. : Alien 3 en 1992, film américano-britannique de David Fincher, avec Sigourney Weaver), et occasionnellement, travaille en seconde équipe ou dirige des prises de vues additionnelles.
Comme directeur de la photographie, il collabore également avec les réalisateurs John Boorman (Excalibur en 1981, avec Nigel Terry) et Kenneth Branagh (ex. : Hamlet en 1996, avec le réalisateur dans le rôle-titre), entre autres. Notons aussi qu'il retrouve Nicolas Roeg, passé à la réalisation (ex. : Track 29 en 1988, avec Theresa Russell).
Pour la télévision, Alex Thomson est chef opérateur sur une série (un épisode, diffusé en 1980) et trois téléfilms (le premier diffusé en 1972, les deux suivants en 1981).
Parmi les distinctions qu'il reçoit durant sa carrière, mentionnons une nomination à l'Oscar de la meilleure photographie (en 1982, pour Excalibur pré-cité).

## Filmographie partielle

### Au cinéma

#### Comme clapman
- 1947 : So Well Remembered d'Edward Dmytryk

#### Comme deuxième assistant opérateur
- 1947 : The Mark of Cain de Brian Desmond Hurst
- 1949 : La Femme parfaite (The Perfect Woman) de Bernard Knowles
- 1950 : La nuit commence à l'aube (Morning Departure) de Roy Ward Baker
- 1952 : Moulin rouge de John Huston
- 1955 : Richard III de Laurence Olivier

#### Comme premier assistant opérateur
- 1957 : Traqué par Scotland Yard (Town on Trial) de John Guillermin
- 1960 : Scent of Mystery de Jack Cardiff

#### Comme cadreur
- 1962 : Lawrence d'Arabie (Lawrence of Arabia) de David Lean (seconde équipe)
- 1963 : Just for Fun de Gordon Flemyng
- 1963 : Le Gardien (The Caretaker) de Clive Donner
- 1964 : Le Masque de la mort rouge (The Masque of the Red Death) de Roger Corman
- 1964 : Dans les mailles du filet (The System) de Michael Winner
- 1964 : Nothing But the Best de Clive Donner
- 1965 : Every Day's a Holiday de James Hill
- 1965 : Le Docteur Jivago (Doctor Zhivago) de David Lean
- 1965 : You must be joking! de Michael Winner
- 1966 : Fahrenheit 451 de François Truffaut
- 1966 : Judith de Daniel Mann
- 1966 : Le Forum en folie (A Funny Thing happened on the Way to the Forum) de Richard Lester
- 1967 : Casino Royale de Val Guest, John Huston & al.
- 1967 : Loin de la foule déchaînée (Far from the Madding Crowd) de John Schlesinger

#### Comme directeur de la photographie
- 1967 : Ervinka (ארבינקא) d'Ephraim Kishon
- 1968 : Chantage à la drogue (The Strange Affair) de David Greene
- 1968 : Here We Go Round the Mulberry Bush de Clive Donner
- 1969 : Alfred le Grand, vainqueur des Vikings (Alfred the Great) de Clive Donner
- 1969 : I Start Counting de David Greene
- 1971 : The Night Digger d'Alastair Reid
- 1972 : Le Retour de l'abominable Docteur Phibes (Dr Phibes rises again) de Robert Fuest
- 1979 : The Class of Miss MacMichael de Silvio Narizzano
- 1979 : Le Chat et le Canari (The Cat and the Canary) de Radley Metzger
- 1979 : Le Putsch des mercenaires (A Game for Vultures) de James Fargo
- 1981 : Excalibur de John Boorman
- 1983 : Eureka de Nicolas Roeg
- 1983 : Bullshot de Dick Clement
- 1983 : La Forteresse noire (The Keep) de Michael Mann
- 1984 : La Belle et l'Ordinateur (Electric Dreams) de Steve Barron
- 1985 : Legend de Ridley Scott
- 1985 : L'Année du dragon (Year of the Dragon) de Michael Cimino
- 1986 : Le Contrat (Raw Deal) de John Irvin
- 1986 : Duo pour une soliste (Duet for One) d'Andreï Kontchalovski
- 1986 : Labyrinthe (Labyrinth) de Jim Henson
- 1987 : Le Sicilien (The Sicilian) de Michael Cimino
- 1987 : Date with an Angel de Tom McLoughlin
- 1988 : High Spirits de Neil Jordan
- 1988 : Track 29 de Nicolas Roeg
- 1989 : Leviathan de George P. Cosmatos
- 1989 : Le Dossier Rachel (The Rachel Paper) de Damian Harris
- 1990 : Monsieur Destinée (Mr. Destiny) de James Orr
- 1990 : Les Frères Krays (The Krays) de Peter Medak
- 1992 : Alien 3 (Alien³) de David Fincher
- 1993 : Demolition Man de Marco Brambilla
- 1993 : Cliffhanger : Traque au sommet (Cliffhanger) de Renny Harlin
- 1994 : Prince noir (Black Beauty) de Caroline Thompson
- 1995 : Les Amants du nouveau monde (The Scarlet Letter) de Roland Joffé
- 1996 : Hamlet de Kenneth Branagh
- 1996 : Ultime Décision (Executive Decision) de Stuart Baird
- 2000 : Peines d'amour perdues (Love's Labour's Lost) de Kenneth Branagh
- 2003 : Listening de Kenneth Branagh (court métrage)

#### Photographie de seconde équipe
- 1975 : L'Homme qui voulut être roi (The Man who would be King) de John Huston
- 1976 : Sherlock Holmes attaque l'Orient-Express (The Seven-Per-Cent Solution) d'Herbert Ross

#### Prises de vues additionnelles
- 1978 : Superman de Richard Donner
- 1997 : Le Saint (The Saint) de Phillip Noyce

### À la télévision

#### Comme directeur de la photographie
- 1981 : Skokie, le village de la colère (Skokie), téléfilm d'Herbert Wise

## Distinctions (sélection)
- 1982 : Nomination à l'Oscar de la meilleure photographie, pour Excalibur.
- 1997 : Nomination à la Grenouille d'or de la meilleure photographie au Festival Camerimage, pour Hamlet.